# Robert L. Folk
Robert L. Folk (* 30. September 1925 in Shaker Heights, Cleveland, Ohio; † 4. Juni 2018) war ein US-amerikanischer Geowissenschaftler. Er war von 1953 bis 1988 an der University of Texas at Austin tätig und hatte dort mehrere Lehrstühle der geologischen Wissenschaften inne. In dieser Zeit hat Folk zwei Auszeichnungen für seine Arbeit auf dem Gebiet der Petrologie erhalten. Er schlug 1959 eine Nomenklatur zur Klassifikation von Karbonatgesteinen vor, die mit geringfügigen Modifikationen im Wesentlichen auch heute noch benutzt wird. Nach der Beendigung seiner Lehrtätigkeit widmete er sich vollständig der Wissenschaft. Im Jahr 2000 erhielt er die Penrose-Medaille der Geological Society of America.
Anfang der 1990er Jahre entdeckte Folk in einem Gesteinsbrocken aus Viterbo (Italien) Nanobakterien.

## Veröffentlichungen (kleine Auswahl)
- Practical petrographic classification of limestone. In: Bulletin of the American Associations of Petroleum Geologists. Band 43, Boulder 1959, S. 1–38
- Nannobacteria and the precipitation of carbonates in unusual environments. In: Sedimentary Geology. Band 126, 1999, S. 47–56
- Organic Matter, Putative Nannobacteria, and the Formation of Ooids and Hardgrounds. In: Sedimentology. Band 48, 2001, S. 215–229